# Verlosnitz
Verlosnitz ist eine Ortschaft in der Gemeinde Guttaring im Bezirk Sankt Veit an der Glan in Kärnten (Österreich). Die Ortschaft hat 6 Einwohner (Stand 1. Jänner 2024).

## Lage
Die Ortschaft liegt in den Guttaringer Bergen, im Süden der Katastralgemeinde Verlosnitz, hoch über dem Urlgraben. Obwohl die zur Ortschaft gehörenden Häuser nur etwa 2 bis 3 km Luftlinie nördlich des Gemeindehauptorts Guttaring liegen, sind die meisten von ihnen nur auf unbefestigten Straßen zu erreichen. Zur Ortschaft gehören die Höfe Rieplhube (Schrattelhube, Panhube, Haus Nummer 3), Mentehube in Krass (Nr. 4), Krassbauerhube zu Krass (Nr. 6), Götzhaberhube (Nr. 7), Hambauerhube (Hombauer, Nr. 8), Pammerhube (Nr. 10), Zehenthof (Zechner, Nr. 12) und Gainsgerhube (Nr. 13).

## Geschichte
Der Ort wird schon in einer zwischen 1060 und 1088 entstandenen Urkunde Frilosniza genannt.
Auf dem Gebiet der Steuergemeinde Verlosnitz liegend, gehörte der Ort Verlosnitz in der ersten Hälfte des 19. Jahrhunderts zum Steuerbezirk Althofen (Herrschaft und Landgericht). Bei Gründung der Ortsgemeinden 1850 kam der Ort an die Gemeinde Guttaring.

## Bevölkerungsentwicklung

Ehemalige Besitzer des Krasser-Hofs in Verlosnitz

Der Niedergang des Bergbaus in der Region sowie Land- und Höhenflucht führten seit dem 19. Jahrhundert zu einer dramatischen Bevölkerungsabnahme.
Für die Ortschaft ermittelte man folgende Einwohnerzahlen:
- 1869: 14 Häuser, 150 Einwohner[3]
- 1880: 11 Häuser, 106 Einwohner[4]
- 1890: 14 Häuser, 116 Einwohner[5]
- 1900: 13 Häuser, 101 Einwohner[6]
- 1910: 12 Häuser, 96 Einwohner[7]
- 1923: 12 Häuser, 101 Einwohner[8]
- 1934: 78 Einwohner[9]
- 1961: 9 Häuser, 43 Einwohner[10]
- 2001: 10 Gebäude (davon 5 mit Hauptwohnsitz) mit 9 Wohnungen; 12 Einwohner und 4 Nebenwohnsitzfälle; 5 Haushalte; 1 Arbeitsstätte, 9 land- und forstwirtschaftliche Betriebe[11]
- 2011: 11 Gebäude, 8 Einwohner, 4 Haushalte, 2 Arbeitsstätten[12]
- 2021: 10 Gebäude, 6 Einwohner, 5 Haushalte, 2 Arbeitsstätten[13]